# Amir Mirza
Amir Mirza (* 8. Oktober 2002 in Singapur), mit vollständigen Namen Amir Mirza bin Rudy Iskandar, ist ein singapurischer Fußballspieler.

## Karriere
Amir Mirza spielte von 2021 bis 2022 in der Juniorenmannschaft des Erstligisten Tampines Rovers. Sein Erstligadebüt gab der Juniorenspieler am 24. September 2021 (20. Spieltag) im Auswärtsspiel gegen Albirex Niigata (Singapur).. Bei dem 0:0-Unentschieden wurde er in der 84. Minute für den verletzten Andrew Aw eingewechselt. Insgesamt spielte er bis Ende 2022 dreimal in der ersten Liga. Am 1. Januar 2023 wechselte er in die Juniorenmannschaft des Erstligisten Lion City Sailors.